# 愛桜会
愛桜会（あいおうかい）は、三重県内に本部を置く暴力団で、指定暴力団山口組の二次団体。橋本達男の結成による極東会系橋本組が中心となり三重県全土の老舗博徒組織やテキヤ組織約50を集め、独立組織として1978年に結成された。

## 概要
初代会長である橋本達男は小西一家初代総長小西音松と兄弟杯を交わしたのが縁で1990年に五代目山口組に直参入り、中京地区の他組織が驚愕したものと伝えられる。渡辺五代目の舎弟として山口組に入った。直参の中では最年長であった。
二代目会長は菱田達之（六代目山口組若中）。2014年に、暴力団関係者ということを隠して数度に亘りレンタカーを借りていたとして、詐欺容疑で逮捕された。2015年11月15日、住宅で頭から血を流して死んでいるのを発見された。犯人の元愛桜会組員は2017年に逮捕され、絶縁されたことを恨んで凶行に及んだことが判明。2018年に懲役15年の判決を受けた。

## 歴代会長
- 初代 - 橋本達男
- 二代目 - 菱田達之 ※2015年死去。
- 三代目 - 杉山志津雄 (本名 : 杉山静夫)